# 미우통 곤사우베스

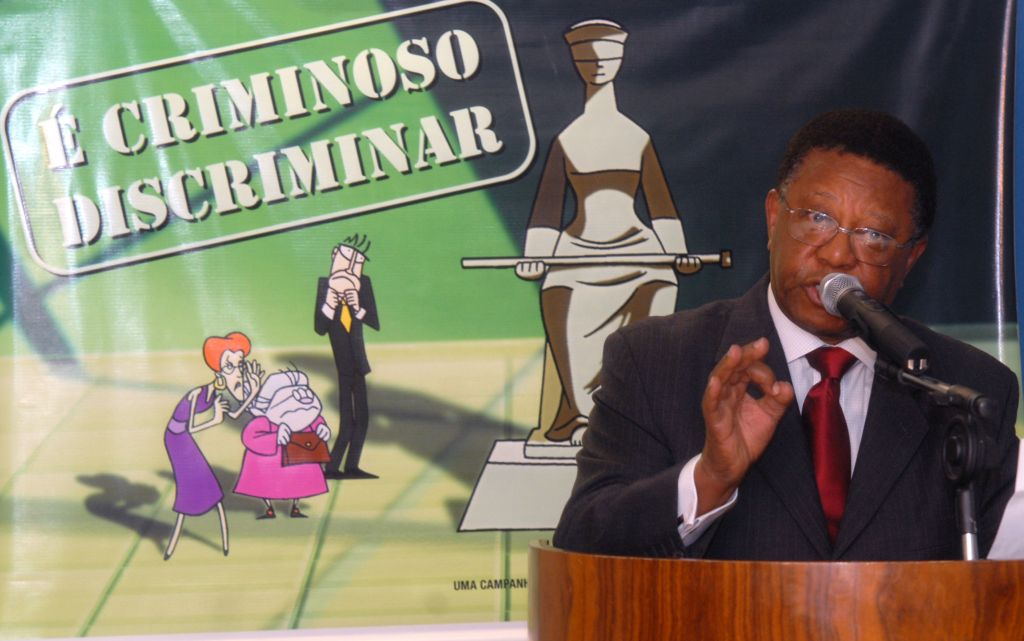

미우통 곤사우베스(포르투갈어: Milton Gonçalves, 1933년 12월 9일 ~ 2022년 5월 30일)는 브라질의 배우이다.

## 출연 작품

### 영화
- 펠레: 버스 오브 어 레전드(2016년)
- 레드플레인과 신비한 세계일주(2014년)
- 실버 클리프(2011년)
- 킹카스의 두 번째 삶(2010년)
- 얀산(2006년) - 나레이터 역
- 아쿠아리아(2004년) - 자보스 역
- 카란디루(2003년)
- 포데이즈 인 셉템버(1997년)
- 네이키드 맨(1997년)
- 어벤저 3(1992년)
- 와일드 오키드(1990년)
- 거미 여인의 키스(1985년)
- 루시오 플라비오(1977년)
- 정글의 괴물(1969년)
- Couro de Gato(1961년)